# USA Pro Cycling Challenge
O USA Pro Cycling Challenge é uma competição de ciclismo de estrada. Anunciada a 4 de Agosto de 2010 pelo governador do Colorado Bill Ritter e pelo ex-ciclista Lance Armstrong com o nome oficial Quiznos Pro Challenge. Consiste numa prova de sete dias que percorreu o Colorado entre 22 e 28 de Agosto. O patrocínio principal adveio da Quiznos, uma empresa de sanduíches de Denver.
Dezasseis equipas profissionais com 128 corredores, incluindo o top três da Tour de France 2011, Cadel Evans, Andy Schleck e Frank Schleck, percorreram mais de 500 milhas e subiram um acumulado de 11049 metros, passando em altitudes superiores a 3600 metros, durante os sete dias da primeira edição.

## Vencedores
| Ano  | Vencedor              | Segundo lugar         | Terceiro lugar     |
| ---- | --------------------- | --------------------- | ------------------ |
| 2011 | Levi Leipheimer       | Christian Vande Velde | Tejay van Garderen |
| 2012 | Christian Vande Velde | Tejay van Garderen    | Levi Leipheimer    |